# Wihtred
Vous lisez un « bon article » labellisé en 2014.
Wihtred, né vers 670, est roi du Kent de 690 ou 691 environ jusqu'à sa mort, le 23 avril 725.
Fils d'Ecgberht Ier et frère d'Eadric, Wihtred monte sur le trône après une période confuse, durant laquelle le royaume du Kent est brièvement conquis par Cædwalla de Wessex et déchiré par des conflits dynastiques. Il succède à Oswine, probablement issu d'une autre branche de la famille royale.
Les annales de l'époque ne rapportent que de rares incidents survenus au cours du long règne de Wihtred. Peu après son avènement, il promulgue un code de lois qui a été préservé dans un manuscrit, le Textus Roffensis. Ces lois prêtent une attention importante aux droits de l'Église et punissent notamment les mariages irréguliers et les cultes païens. À sa mort, en 725, il laisse trois fils, Æthelberht, Eadberht et Alric.

## Contexte: le Kent dans la tourmente

La Grande-Bretagne à la fin du VIIe siècle.

À la fin du VIIe siècle, l'Angleterre au sud du Humber est dominée par Wulfhere, qui règne sur la Mercie de la fin des années 650 à 675. Durant la majeure partie de cette période, le Kent est gouverné par Ecgberht. Les deux rois sont beaux-frères : Wulfhere a épousé Eormenhild, la sœur d'Ecgberht. Ce dernier meurt en 673. Il laisse deux fils, Eadric et Wihtred, qui ne sont probablement âgés que de deux ou trois ans. Son frère Hlothhere monte sur le trône du Kent, mais seulement en 674. Il est possible que Wulfhere se soit opposé à son avènement et ait régné de facto sur le Kent durant cet interrègne d'un an.
Arrivé à l'âge adulte, Eadric lève une armée contre son oncle Hlothhere. Celui-ci meurt de blessures reçues au combat, en février 685 ou peut-être 686. Eadric meurt à son tour l'année suivante, et selon Bède le Vénérable, dont l'Histoire ecclésiastique du peuple anglais est une des principales sources pour cette période, le royaume sombre alors dans l'anarchie. Cædwalla, souverain du Wessex voisin, envahit le Kent en 686 et place son frère Mul sur le trône. Mul est tué par ses nouveaux sujets après à peine un an de règne, en 687, après quoi le royaume pourrait avoir été directement gouverné par Cædwalla.
Cædwalla abdique en 688 et un certain Oswine, probablement soutenu par Æthelred de Mercie, s'empare pour un temps du pouvoir dans le Kent. Oswine est déchu en 690, mais son co-roi Swæfheard (fils du roi d'Essex Sæbbi), qui règne sur le Kent depuis un an ou deux, reste en place. Il existe des preuves claires que Swæfheard et Oswine exercent simultanément le pouvoir, chacun ayant témoigné sur les chartes de l'autre. Oswine semble régner sur la moitié orientale du Kent, traditionnellement attribuée au roi dominant, tandis que Swæfheard règne sur l'ouest du royaume.

## Un règne paisible

Le Kent à l'époque de Wihtred.

Wihtred monte sur le trône au terme de cette période de confusion, au début des années 690. Bède le décrit comme le roi « légal » et précise que « autant par sa religion que par son industrie, il libéra son peuple de l'invasion étrangère ». Ce commentaire semble partisan, dans la mesure où Oswine, également membre de la famille royale, pouvait lui aussi se prévaloir de droits sur le trône. Bède tire ses informations concernant le Kent d'Albinus, abbé du monastère saint-Pierre-et-saint-Paul de Cantorbéry, et son récit reflète vraisemblablement l'opinion des moines de Cantorbéry,,.
Deux chartes fournissent des éléments permettant de dater l'avènement de Wihtred. L'une, émise en avril 697 (S 18), est datée de la sixième année de son règne, ce qui situe son arrivée au pouvoir entre avril 691 et avril 692. Une autre charte, portant la date du 17 juillet 694 (S 15), est datée de sa quatrième année de règne, ce qui situe son avènement entre juillet 690 et juillet 691. L'intervalle commun aux deux sources donne une date entre avril et juillet 691 pour son arrivée au pouvoir. Une autre estimation est fournie par Bède, qui affirme que Wihtred a régné pendant trente-quatre ans et demi en tout, ce qui implique qu'il est devenu roi à la fin de l'année 690.
Wihtred règne tout d'abord conjointement avec Swæfheard. Dans son récit de l'élection de l'archevêque de Cantorbéry Berhtwald, en juillet 692, Bède indique que les rois de Kent sont Swæfheard et Wihtred, mais on ne trouve plus de trace de Swæfheard après cette date, et Wihtred apparaît comme seul souverain du Kent en 694. Il est possible que son fils Æthelberht ait été roi associé de la moitié occidentale du Kent sous son règne.
Wihtred a probablement eu trois femmes. La première a pour nom Cynegyth. Elle figure comme donatrice associée sur la charte S 15, ce qui implique peut-être que le soutien de sa famille est important pour Wihtred. Néanmoins, elle semble être morte ou avoir été répudiée assez rapidement, car une charte de 696 nomme Æthelburh comme épouse du roi et donatrice associée. Vers la fin du règne, une nouvelle reine, Wærburh, atteste aux côtés de Wihtred les procédures du synode de Baccanceld (en) qui s'est tenu vers 716.
En 694, Wihtred conclut la paix avec le roi Ine de Wessex afin de mettre un terme à la guerre entamée par Cædwalla, le prédécesseur d'Ine. Wihtred accepte de payer une compensation pour la mort de Mul, mais la somme qu'il verse à Ine est incertaine. La plupart des manuscrits de la Chronique anglo-saxonne indiquent « trente mille », et certains précisent « trente mille livres ». Si ces « livres » sont des sceattas, cette somme équivaut au wergild d'un roi,. Il semble plausible que des terres à la frontière entre les deux royaumes aient été cédées au Wessex dans le cadre de cet arrangement.

## Les lois de Wihtred

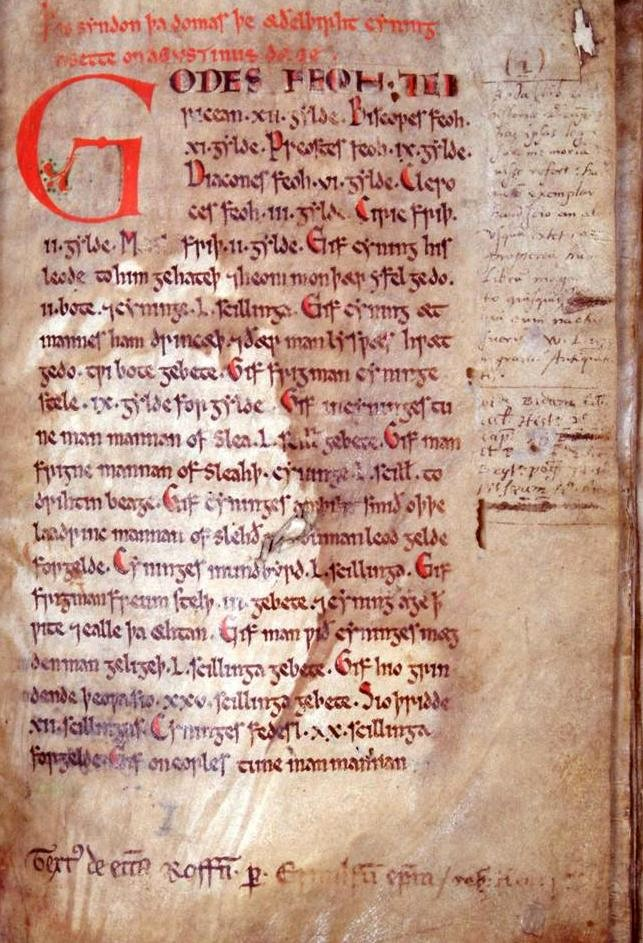
Première page du Textus Roffensis, manuscrit du XIIe siècle qui contient la plus ancienne copie connue du code de lois de Wihtred.

Le plus ancien code de lois anglo-saxon subsistant, qui date peut-être de 602 ou 603, est celui d'Æthelberht du Kent, mort en 616. Dans les années 670 ou 680, un code est promulgué sous les noms de Hlothhere et Eadric du Kent. Ine de Wessex et Wihtred lui-même viennent ensuite ajouter leurs noms à la liste des rois législateurs.
La datation des codes de lois de Wihtred et d'Ine n'est pas certaine, mais les lois de Wihtred ont peut-être été promulguées le 6 septembre 695, tandis que celles d'Ine ont été rédigées en 694 ou peu avant. Les deux rois s'étaient mis d'accord peu de temps auparavant sur la compensation pour la mort de Mul, et une certaine forme de collaboration semble s'être établie entre les deux royaumes pour établir leurs codes de lois respectifs. Outre leurs dates très proches, une clause apparaît dans une forme presque identique dans les deux codes. Un autre signe de cette collaboration est l'usage, par les lois de Wihtred, d'un terme du Wessex, gesith, pour désigner une personne noble, en lieu et place du mot kentique eorlcund. Il est possible qu'Ine et Wihtred aient promulgué ces codes de lois pour rehausser leur prestige et rétablir l'autorité royale après des périodes troublées pour les deux royaumes.
Les lois de Wihtred sont promulguées à Berghamstyde, dont on ignore la localisation exacte ; l'emplacement le plus plausible est Bearsted, près de Maidstone. Sur ses vingt-huit chapitres, seuls les quatre derniers n'ont pas trait aux affaires religieuses. La première clause du code libère l'Église de toute taxation. Les clauses suivantes précisent les peines en cas de mariage irrégulier, de paganisme, de travail le jour du sabbat et de rupture du jeûne, entre autres ; elles définissent également comment les membres de chaque classe de la société — le roi, les évêques, les prêtres, les ceorls et les esnes — peuvent se disculper en prêtant serment. L'introduction du code témoigne également de l'importance de l'Église dans le processus législatif : l'archevêque de Cantorbéry Berhtwald et l'évêque de Rochester Gebmund participent à l'assemblée qui rédige les décrets ; et « chaque ordre de l'Église de cette nation parla de la même voix que le peuple loyal, ».
L'Église obtient des privilèges considérables : outre la libération de toute taxation, le serment d'un évêque est « irréfutable », ce qui le place au même niveau que le serment d'un roi, et les compensations prévues en cas de violence perpétrée sur les personnes à la charge de l'Église sont égales à celles prévues pour le roi. Moins d'un siècle après l'arrivée de la première mission au Kent, l'Église détient ainsi un pouvoir « quasiment égal à celui du roi même. ». Toutefois, la présence de clauses décrivant la peine encourue par tout sujet de Wihtred qui « sacrifie aux démons » montre clairement que les anciennes croyances païennes de la population sont loin d'avoir disparu devant l'avancée du christianisme,.
La clause 21 du code indique qu'un ceorl doit trouver trois hommes de son rang pour être ses « oath-helpers » (« assistants de serment »). Un oath-helper doit prêter serment au nom d'un homme accusé, pour le blanchir de tout soupçons. Les lois d'Ine étaient plus strictes sur ce point, obligeant tout individu, quelle que soit sa classe, à avoir une personne de haut rang comme oath-helper. Ces deux lois impliquent un affaiblissement significatif d'un état antérieur où la famille d'un homme était légalement responsable de lui.

## Mort et succession

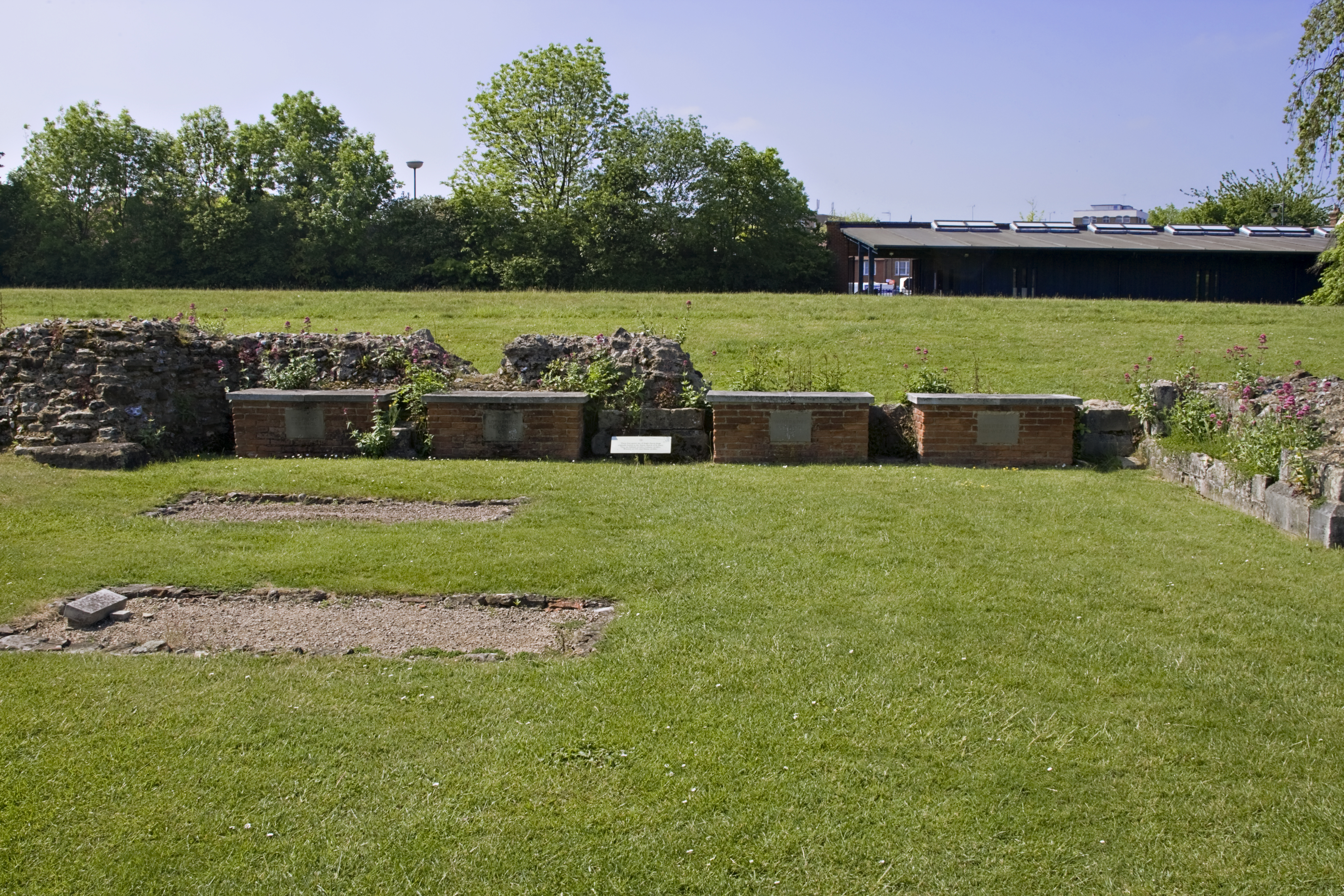
Tombes de quatre rois de Kent à l'abbaye Saint-Augustin de Cantorbéry. Celle de Wihtred est la troisième en partant de la gauche.

Wihtred meurt le 23 avril 725. Il est inhumé en l'église Sainte-Marie du monastère Saint-Pierre-et-Saint-Paul de Cantorbéry. Ses trois fils Æthelberht II, Eadberht Ier et Alric lui succèdent conjointement. La mort de Wihtred est le dernier événement concernant le Kent rapporté par Bède. Dès lors que Bède nous fait défaut, la chronologie des rois devient confuse, mais l'existence d'un Æthelbert et d'au moins un Eadberht dans les années qui suivent est attestée dans d'autres sources. Le troisième fils, Alric, n'est mentionné que par Bède ; en tant que fils de Wærburh, la troisième épouse de Wihtred, il a peut-être été rapidement écarté du pouvoir par ses demi-frères plus âgés. Après la mort de Wihtred et le départ d'Ine de Wessex pour Rome l'année suivante, Æthelbald de Mercie devient le monarque le plus puissant du Sud de l'Angleterre.